# Избори за Скупштину Црне Горе 2006.
Избори за посланике у Скупштину Републике Црне Горе 2006. су одржани 10. септембра 2006.
После избора за премијера је изабран Жељко Штурановић, из ДПС-а.
Укупно 12 изборних листа, укључујући шест коалиција, пет странака и једну групу грађана, надметало се за 81 посланичко мјесто у Скупштини Црне Горе.

## Резултати
| Листа                                                              | Гласови | %     | Мандати | Мандати  | +/– |
| Листа                                                              | Гласови | %     | Обични  | Албански | +/– |
| ------------------------------------------------------------------ | ------- | ----- | ------- | -------- | --- |
| Коалиција за европску Црну Гору                                    | 164.737 | 48,62 | 39      | +2       | +3  |
| Српска листа                                                       | 49.730  | 14,68 | 12      | —        | +6  |
| СНП—НС—ДСС                                                         | 47.683  | 14,07 | 11      | —        | –13 |
| Покрет за промјене                                                 | 44.483  | 13,13 | 11      | —        | +11 |
| Либерали и Бошњачка странка — Миодраг Мико Живковић                | 12.748  | 3,76  | 3       | —        | +3  |
| Демократски савез у Црној Гори — Партија демократског просперитета | 4.373   | 1,29  | 0       | +1       | —   |
| Демократска унија Албанаца — Ферхат Диноша                         | 3.693   | 1,09  | 0       | +1       | —   |
| Грађанска листа                                                    | 2.906   | 0,86  | 0       | —        | –1  |
| Албанска алтернатива                                               | 2.656   | 0,78  | 0       | +1       | +1  |
| Савез комуниста Југославије — Комунисти Црне Горе                  | 2.343   | 0,69  | —       | —        | —   |
| Форца                                                              | 2.197   | 0,65  | —       | —        | —   |
| Демократска странка Црне Горе                                      | 1.286   | 0,38  | —       | —        | —   |
| Важећи листићи                                                     | 338.833 | 100   | 76      | +5       | +6  |
| Укупно (излазност 71,37%; -6.1%)                                   | 345.730 |       |         |          |     |